# Drymaeus magus
Drymaeus magus, popularmente conhecido como caracol-mago, é uma espécie de molusco gastrópode terrestre da família Bulimulidae que habita regiões do sudeste brasileiro. Durante quase dois séculos, essa espécie raramente foi revisitada na literatura científica e esteve enigmaticamente ausente em coleções científicas, sendo frequentemente confundida com outros membros do gênero Drymaeus. Estudos recentes revelaram que, muito embora tenha sido pouco explorada na literatura, a espécie é mais comum do que se imaginava.

## Taxonomia e nomenclatura
A espécie foi inicialmente descrita como Bulimus inflatus por Johann Baptist von Spix em 1827, sendo renomeada como Bulimus magus por Johann Andreas Wagner no mesmo ano devido a problemas de homonímia. O epíteto específico magus é proveniente do latim, e significa "mago".
No final do século XIX, o malacologista Henry Augustus Pilsbry examinou um espécime proveniente de São Paulo, referindo-se a ele como pertencente à "espécie há muito perdida de Wagner". Contudo, a falta de estudos anatômicos detalhados e a similaridade superficial com D. papyraceus mantiveram D. magus à margem da pesquisa malacológica até o século XXI. Um estudo conduzido em 2025 foi pioneiro ao integrar técnicas modernas, como tomografia computadorizada e filogenia molecular, para re-descrever a espécie e esclarecer outras questões acerca de sua biologia e relações evolutivas.

## Morfologia e variação intraespecífica
A concha de Drymaeus magus exibe um padrão distintivo com uma coloração de fundo bege ou marrom-claro com manchas axiais (no sentido base-topo da concha) sinuosas em tons mais escuros. Duas variações morfológicas foram recentemente reconhecidas nesta espécie: O morfotipo típico tem conchas maiores (22–25 mm de comprimento), com manchas contínuas e coloração mais opaca; e o morfotipo de banda vermelha, que possui conchas menores (15–17 mm), com cores mais vibrantes, padrões interrompidos por linhas espirais, e uma região avermelhada ao redor do umbílico.
A anatomia interna, recentemente reconstruída por microtomografia computadorizada, revelou adaptações notáveis, como uma glândula de albume excepcionalmente grande e um pênis reduzido, diferindo de espécies próximas como D. castillensis. A rádula apresenta dentes tricuspidados (sendo 1 dente raquidiano, e 63-72 pares de dentes laterais) de cada com variações graduais em direção às margens, um traço compartilhado com D. papyraceus, mas com diferenças na estrutura da cúspide central.

## Distribuição e ecologia
O caracol-mago ocorre predominantemente em fragmentos de Mata Atlântica semidecídua e áreas de Cerrado nos estados de São Paulo, Minas Gerais, Rio de Janeiro e Paraná. Registros isolados em Rondônia e Mato Grosso do Sul, embora intrigantes, são provavelmente resultado de introduções acidentais, dada a ausência de conexões biogeográficas naturais.
A espécie é arborícola, sendo frequentemente encontrada em troncos e folhagem durante a noite, especialmente na estação chuvosa. Observações de campo documentaram sua preferência por habitats úmidos, mas com tolerância a áreas perturbadas, como cultivos de café e parques urbanos. Essa plasticidade ecológica pode explicar sua ampla distribuição, ainda que pouco notada até recentemente.

## Filogenia e relações evolutivas
Análises moleculares baseadas em genes mitocondriais (COI) e nucleares (H3, ITS2/28S) posicionaram D. magus em um clado bem sustentado com D. papyraceus e D. castillensis, corroborando suas similaridades morfológicas. O grupo compartilha um ancestral comum com espécies dos gêneros Mesembrinus e Antidrymaeus.

## Conservação
Apesar de sua aparente resistência a ambientes alterados, a perda de habitat devido ao desmatamento é uma ameaça potencial ao caracol-mago. A espécie não foi avaliada pela IUCN, mas sua ampla distribuição e ocorrência em unidades de conservação (como o Parque Estadual das Furnas do Bom Jesus, SP) são considerados fatores positivos.